# Melichar z Lamberka
Svobodný pán Melichar z Lamberka či z Lambergu (německy Melchior Freiherr von Lamberg, † 19. května 1550, Vídeň) byl rakouský šlechtic z ortenecké linie rodu Lambergů z Lichtenwaldu.

## ŽIvot
Narodil se jako syn Jiřího z Lamberka († 1499) a jeho druhé manželky Marie Magdaleny z Thurn-Valsassiny-Kreuze (* asi 1464– 1538/1556), dcery Feba Simona della Torre di Vipulzano († 1485) a Silvie z Arcoloniani.
V roce 1521 (nebo roce 1536) koupil panství s hradem Ottenstein, který pak drželi po 400 let a jehož jméno přijali Lamberkové mezi své tituly (svobodní páni z Ortneku a Ottensteinu, Freiherren von Ortenegg und Ottenstein).
V roce 1523 se stal vojenským poradcem v Dolním Rakousku. Když v roce 1529 Turci pod velením sultána Sulejmana I. poprvé obléhali Vídeň, Melichar z Lamberka na vlastní náklady držel kompanii 120 mužů, s nimiž pomáhal bránit Vídeň.
Roku 1540 byl Melichar z Lamberka z rukou císaře Ferdinanda I. jmenován nejvyšším dvorským maršálkem.
Společně se svými bratry Zikmundem († 1539), Kryštofem († 1579), Baltazarem († 1530), Josefem (1489 – 20. října 1554), Ambrožem († 1551), Wolfgangem (1483– 1550/1554) a Kašparem (1492– 27. dubna 1548) byl v roce 1544 povýšen do stavu svobodný pánů s titulem z Ortenecku a Ottensteinu.
Melichar zemřel ve Vídni 19. května 1550 a byl pohřben v tamním augustiniánském kostele.

### Manželství a potomstvo
Melichar byl ženatý s Annou Marií z Hasselbachu. Z jejich manželství se narodila jedna dcera a syn Oldřich. Ačkoli byl Oldřich ženatý s Annou z Thunu, o jeho případných potomcích není známo.